# Sabethes fabricii
Sabethes fabricii är en tvåvingeart som beskrevs av Lane och Nelson Leander Cerqueira 1942. Sabethes fabricii ingår i släktet Sabethes och familjen stickmyggor. Inga underarter finns listade i Catalogue of Life.